# Juan de Zorroza
Fray Juan de Zorroza fue un religioso mercedario español que florece en el siglo XV. Nacido en Zorroza, Bilbao, Vizcaya hacia 1410, en una familia devota, en 1432 profesa en el convento de La Merced de Burceña, Baracaldo, Vizcaya. Desarrolla su labor misionera en el reino de Granada, muriendo martirizado por los musulmanes en Baza, Granada.
Considerado venerable, se llama en su honor el colegio del barrio y la calle principal de Zorroza (que es realmente el tramo de la N-634 a su paso por el barrio).
- Datos: Q5868878